# Columbia parancsnoki egység
A Columbia parancsnoki egység – NASA lajstromszámán CM–107 – az Apollo–program során használt űrhajóegység volt, amelyben az első Holdra szállás teljesítéséhez utaztak a Holdhoz az Apollo–11 űrhajósai, Neil Armstrong, Buzz Aldrin és Michael Collins 1969 júliusában. Egyben a Columbia az egyetlen részegysége a történelmi űrrepülés során használt űrhajónak, amely végül visszatért a Földre.
Az űrhajó gyártója a North American Aviation vállalat volt, amely az űrhajótípus tervezésének és gyártásának jogát elnyerve egy gyártási sorozat (Block II) hetedik példányaként gyártotta le és szállította le a NASA számára az űrhajót.
A repülési profilja szerint a parancsnoki egység 1969. július 16-án startolt Cape Canaveralről, a Saturn V hordozórakétán, hogy kicsit több mint 3 napnyi repülést követően pályára álljon – a vele összekapcsolt Eagle holdkomppal együtt – a Hold körül. Később a holdkomp és a Columbia szétvált, utóbbiban Collins űrhajós Hold körüli pályán maradt, míg Armstrong és Aldrin a holdkompban végrehajtották a történelmi leszállást a holdfelszínre. Kb. egy napnyi keringést követően a leszálló legénység visszatért a CM–107-hez, azzal újra összekapcsolódtak, majd újra leválasztva az immár teljesen elhasznált holdkompot, hazarepültek a Földre, hogy végül a Columbia, a repülés egyetlen megmaradt hardvere 1969. július 24-én leszálljon a Csendes-óceánra.
A repülést követően az űrhajót előbb körbehordozták afféle mozgó kiállítási tárgyként az Egyesült Államok városain, majd a Smithsonian Intézetnek adományozták 1971-ben, ahol az a Nemzeti Repülési és Űrhajózási Múzeum „A repülés mérföldkövei” kiállításának részévé vált.

## Az űrhajótípus
Az űrhajótípust a NASA megbízásából fejlesztette a North American Aviation gyár, amellyel az űrügynökség azon feladatának kívántak megfelelni és a technikai feltételek oldaláról megteremteni a kapacitást, hogy a NASA az 1960-as évtized során – John F. Kennedy elnök űrversenybeli felhívására – embert kellett juttasson a Holdra, majd haza is kellett hoznia biztonságban. A fejlesztés 1961-ben kezdődött, ám ekkor még a Holdra szállás megvalósításának koncepciója sem volt végleges, az idők során az többször és gyorsan változott, mire végül a LOR koncepcióban véglegesedett. A koncepcióváltások nyomán aztán a fejlesztésre is kialakult egy kétlépcsős folyamat. Első lépcsőben az eredeti, holdkomp alkalmazásával még nem számoló koncepciót tovább víve kialakítottak egy csökkentett képességekkel rendelkező űrhajóváltozatot, amely a kezdeti tesztek elvégzéséhez tökéletesen elegendő volt, majd a tesztek befejezéséhez és a Holdra szállásokhoz később létrehozták a végleges, teljeskörű képességekkel rendelkező változatot.
Az ún. Block I sorozat példányai voltak a kevesebb képességgel felszerelt, tesztekhez szánt – ám Föld körüli pályán való űrrepülésre teljesen alkalmas – egységek, amelyekkel végül sikerült végigvinni a teljes tesztprogramot. Ezen egységek a North Americannél a CM–001–CM-020-ig terjedő gyári számot kaptak.
A holdrepülésekhez szánta a NASA a második gyártási sorozat Block II űrhajóit. Végül ilyen tzípus volt a CM–107 is. Ezek az űrhajóegysége a következő változtatásokat kapták, hogy kivitelezhető legyen a Holdra szállás általuk:
- A Block II sorozatú parancsnoki modul kapott egy dokkolószerkezetet, amellyel összekapcsolódhatott a holdkomppal. Ezzel párhuzamosan átalakították az átjáró alagutat is, amely a Block I verziónál kisebb volt és csupán vészkijáratul szolgált egy vízre szállás esetén, amennyiben az előre nyíló fő ajtón nem lehetett volna kiszállni. A Block II-nél használt alagút rövidebb volt, de szélesebb és arra szolgált főként, hogy az űrhajósok átszálljanak rajta keresztül a holdkompba. Mindkét dizájn esetében az átjárót felülről a felső hőpajzs fedte be, míg alulról a Block II esetében egy kivehető ajtó, alatta pedig a dokkológyűrű és a dokklócső mechanizmusa, amely elősegítette a holdkomppal való összekapcsolódást[1]
- A Block II egy új ajtót kapott (ennek oka főként az Apollo–1 tragédiája volt, amelyben az ajtó dizájnja bizonyult az egyik gyenge láncszemnek). A Block I-en egy kétrészes, befelé nyíló ajtót terveztek, amelyet bonyolult zármechanizmus zárt (a Mercury és Gemini lerobbantható megoldása helyett). A Block II ajtaját pillanatok alatt lehetett nyitni és kifelé nyílt. (Emellett mindkét verziót kívülről még beborította a Start Védő Borítás, amely a felbocsátás során kívülről védte az egész űrhajót.)[1]
- A Block II kívülről kapott még egy alumínium réteggel bevont PET fóliát, amely fényes, tükröző hatást keltett, míg a Block I változatokon vagy látszott az epoxigyanta szürke felülete, vagy fehérre festették néhány kabint.[1]
- A Block I-en alkalmazott sarló antennákat áthelyezték. A Block I terveiben szerepelt két félkör alakú áramvonalazó segédszárny, amelyek a légköri visszatérés közben voltak hivatottak stabilizálni az űrkabin süllyedését és ezeken helyezték el a VHF sarlóantennákat. Azonban a tesztek alapján ezek a segédszárnyak feleslegesnek bizonyultak, ezeket elhagyták és az antennák átkerültek a műszaki egységre.[1]
- Az áram és csővezetékek bekötési pontját áthelyezték, amely a Block I-en a parancsnoki modul legénységi ajtaja mellett volt, míg a Block II-n ezt 180°-kal átellenes pontra tették.[1]
- A két negatív bólintást vezérlő kormányfúvóka szerelési iránya is változott, amely a Block I-en függőleges volt, a Block II-n ezt vízszintesre változtatták.[1]

### A CM–107 gyártási folyamata
Az új gyártási sorozat gyári számai a CM–098–CM-119 között kerültek kiosztásra, a CM–107 a gyártási sorozat 10. legyártott és a NASA-nak átadott darabja volt. Az egyes legyártott példányok felhasználási sorrendje is megegyezett a gyártási sorrenddel.
Az egység gyártása 1966. július 5-én kezdődött a North Americannél, annak a kaliforniai Downeybeli gyártóhelyén. Az összeszerelés meglehetősen sokáig, két és vél évig tartott – bár ezen idő alatt történt az Apollo–1 katasztrófája, majd az azt követő széleskörű áttervezés –, a gyártmány végellenőrzése 1968. december 6-án készült el, amikor is készre jelentették az űrhajót. Hat hét múltán, 1969. január 22-én hajózták át Downeyból Cape Canaveralre és adták át a NASA-nak.
Az elkészült, leellenőrzött űrhajót aztán a NASA cape canaverali VAB csarnokában tették repülőkésszé. 1969.április 11-én emelték be a kész űrhajót a Saturn rakéta harmadik fokozatának tetejére (alatta pedig már helyet foglalat ugyanitt az LM–5 jelű holdkomp, az Eagle), majd május 1-jén az egész szerelvényt felemelték a Saturn V rakéta csúcsára. 1969. május 20-án pedig a rakéta technikailag készen állt és kivontatták a VAB csarnokból, hogy a 39A indítóállásba szállítsák.

### Névválasztás
A NASA-n belül mindig is vitatott téma volt a névválasztási procedúra az egyes repüléseken az űrhajókat illetően. Ennek előjoga a repülésre kijelölt űrhajósoké volt, ám ez feszültségeket szült, olyannyira, hogy a Gemini-programban például a NASA nem is engedte elnevezni az űrhajókat. Az Apollo korszakban viszont kényszerűen tért vissza a téma, mivel a parancsnoki űrhajó és a holdkomp szétválása után két különböző rádió hívójel kellett, hogy meg lehessen különböztetni a rádióforgalmazásban, hogy melyik egység beszél, vagy melyik egységhez szól az irányítás. A rádió hívójel aztán óhatatlanul az űrhajó neve is lett. Az Apollo–10-zel a névválasztás ismét elindult a NASA által sérelmezett irányba, a CSM Gumilabda és a holdkomp Pók neve komolytalannak tűnt a vállalkozás grandiózusságához képest. A NASA vezetése ezért intette is az Apollo–11 legénységét, hogy az expedíció jelentőségéhez illó neveket válasszon – különösen azok után, hogy a szimulátoros gyakorlások során a Jégkása és a Szénakazal neveket használták a szimulált parancsnoki hajóban és a holdkompban.
A legénység megfogadta a tanácsot és így kapta a parancsnoki űrhajó a Columbia nevet, amelyet elsősorban Jules Verne Utazás a Holdba és Utazás a Hold körül című regényei cselekményével és a Columbiad ágyúval meglevő asszociáció ihletett. De a szónak további jelentései is voltak, mint például a hasonló nevű 18. századi legendás amerikai hajó, amely az északnyugati ismeretlen tengeri területeket kutatta. Magára az Egyesült Államokra is utalhatott a név, hisz Columbia Amerika nőnemű költői neve is egyben a kultúrában.

## A repülés
A repülések során nem sokkal az egység tényleges útja előtt derült ki, hogy az Apollo–10 nem lesz képes egy előrehozott Holdra szállás megkísérlésére, így az az Apollo–11 lesz a NASA első kísérlete a holdfelszíni leszállásra, így az ehhez a repüléshez rendelt CM–107 lesz az a történelmi űrhajó, amely az űrhajósokat a Holdhoz szállítja. A repülés startjára végül 1969. július 16-án került sor Kennedy Űrközpont 39A indítóállás. Az űrhajó fedélzetén Neil Armstrong, Buzz Aldrin és Michael Collins űrhajósok utaztak, hogy elsőként érjenek le a holdfelszínre az emberiség történetében.
A repülés profilja a Hold körüli keringésig megegyezett a két korábbi repüléssel. Előbb a sikeres startot követően másfél Föld körüli fordulatot tett az űrhajó, amely idő alatt a legénység teljeskörű rendszertesztet végzett, hogy minden rendszer tökéletesen működi-e – a lefektetett szabályrendszer alapján kizárólag tökéletes űrhajóval lehetett holdutazást indítani, így egy hiba esetén a legénység simán visszatért volna a Földre –. Ezután következett a Csendes-óceán felett az ún. TLI (Translunar injection – Holdirányú Gyújtás), amikor a Saturn V harmadik fokozatával, az S–IVB-vel elég impulzust nyert az űrhajó, hogy elhagyja a Föld gravitációs terét és eljusson a Holdig. A holdi pályára állást követően egy összetett manőverre került sor, amelyet helyzetváltoztatás, dokkolás, kivontatás néven tartottak számot. Ehhez a rakétafokozatról levált és néhány méterre eltávolodott anyaűrhajó a kereszttengelye körül 180°-os fordulatot végzett (azaz innentől kezdve menetiránynak háttal repült), majd az orrán levő dokkolószerkezettel megcélozta a holdkompon levő fogadó egységet és összekapcsolódtak. Következő lépésként a parancsnoki hajó kormányhajtóműveinek húzóerejével és az adapterbe épített rugós mechanizmus segítségével kihúzták a holdkompot a rakétafokozatból.
A műveletet követően az S–IVB-t távirányítással más pályára irányította a houstoni irányítás, majd az űrhajó a szabad visszatérés pályáján eseménytelen utat tett meg a Holdig. A Föld gravitációs teréből a Hold gravitációs terébe 61 óra 39 perc 55 másodpercnyi repülés után lépett át az űrhajó, majd a Holdat kicsit több mint 3 napnyi, összesen 75 óra 49 perc 50 másodpercnyi repüléssel érte el, amikor begyújtották a hajtóművet, hogy Hold körüli keringésbe lassítsák az összekapcsolt parancsnoki űrhajót és a holdkompot. Ezt követően több mint egy napnyi, 13 keringésinyi időt töltöttek a Hold körül az űrhajósok, felkészülve a holdkomp leválasztására és a leszállásra. Erre a pillanatra a földi start után 100 óra 12 perccel került sor, 1969. július 20-án. Ekkortól a CM–107 egyrészt egyedül repült során, másrészt külön rádió hívójelet kapott: Columbia (lényegében ezt tekintjük az űrhajó nevének is). Az Eagle hívójelű holdkomp ekkor Armstronggal és Aldrinnal eltávolodott, majd elvégezte a történelmi leszállást a Nyugalom Tengerére a Statio Tranquilitatis pontra.
A CM–107 (Columbia) ettől a ponttól kezdve 113 km-es Hold feletti pályán maradt és csak annyi funkciója volt utasának, hogy várja vissza a társait a holdfelszínről és lehetőség szerint próbálja megpillantani a Nyugalom Tengerén álló társűrhajót. Rádión követte nyomon, ahogy társai leszállnak és az elsők között volt, aki gratulált Armstrongéknak. Ezt követően az irányítástól kapott támpontok alapján a szextánsa nagyítólencséjén keresztül próbálta kiszúrni az Eagle-t a felszínen. A több keringésnyi próbálkozása azonban sikertelen maradt (az Eagle nem az előre meghatározott ponton, hanem attól kb. 6 kilométerre ért talajt, így olyan volt megtalálni, mint tűt a szénakazalban). Collins legfőbb elfoglaltsága a holdfelszín fényképezése lett, amely mellett kisebb karbantartási feladatokat is ellátott egyedülrepülése ideje alatt.
A Columbia és Collins fő fellépése a holdkomp felszínről való visszatérésekor következett el. A holdkomp Hold körüli pályára érkezésekor – főként, mivel magának a koncepciónak is az adott nevet, hogy a Hold körüli pályán kellett találkozni az űrhajóknak, ami külön nehezítést jelentett – a parancsnoki űrhajó játszotta az aktív szerepet, azaz ez az egység dokkolt a holdkomphoz és nem fordítva. Erre amiatt volt szükség, mivel (szintén a koncepció szerint) a holdkomp teljesen elhasznált, kimerült erőforrásokkal bírt a visszaérkezéskor. Collinsnak egyébként a gyakorlások során 18 különböző forgatókönyvet kellett betanulnia – amely forgatókönyvek egy 117 oldalas műveleti kézikönyvet töltöttek meg, amelyet Collinsnak készség szinten kellett tudnia –, ha valami nem működne megfelelően. Szerencsére az Eagle az optimális időben és útvonalon érkezett a Hold körüli randevúhoz, így könnyen és hamar megtörtént a dokkolás.
A dokkolás után átpakoltak a holdkompból a Columbiába, majd az űrhajó 135 óra 23 perc 42 másodperc repülés és 30 holdi keringés után kigyorsult a Hold körüli pályáról és hazaindult a Földre. Három napnyi eseménytelen utat követően a CM–107 (leválasztva az SM–107 jelű műszaki egységet) 1969. július 24-én 16:50:35 (UTC) becsobban a Csendes-óceán vizébe a Johnston-atolltól 380 kilométerre, ahol a USS Hornet Repülőgép-hordozó vette a fedélzetére.

## Utóélete
A Saturn/Apollo űrhajórendszerből csak a parancsnoki űrhajó tért vissza a Földre épségben – elvileg a Saturn V S-IC és S-II fokozata, valamint a mentőrakéta is visszatért ballisztikus pályán, roncsaik az Atlanti-óceán mélyén fekszenek – így sok már relikvia mellett ez az űrhajó lett a legnagyobb emléktárgy az első Holdra szállásról. a tengerből való kiemelését követően először Houstonba szállították, ahol a Holdminta Fogadó Laboratóriumban helyezték el.
Miután a belsejében levő holdmintákat, felszerelést és egyéb tárgyakat kirakodták, 1971-ben egy rögtönzött mozgó kiállítás egyik fő kiállítási tárgyaként egy körútra küldték az Egyesült Államokban. Ennek során 51 tagállam fővárosát érintette és a kíváncsi látogatók itt tekinthették meg Armstrongék útjának emléktárgyaival együtt. Összesen 3 273 500 látogató látta a kiállítást, benne a Columbiát.
A körútról visszatérvén a NASA a Smithsonian Intézetnek adományozta az űrhajót, amely azt aztán az 1976-ban megnyílt Nemzeti Repülési és Űrhajózási Múzeum tárlatán helyezte el a Milestones in Flight (A Repülés mérföldkövei) állandó kiállításán a Wright fivérek Wright Flyer repülőgépe mellett.
A Holdra szállás 50. évfordulójának tiszteletére 2019-ben az űrhajó újra elhagyta múzeumi kiállítóhelyét és öt állomáshelyből álló, az Egyesült Államokat át és átszelő útra indult, amelynek során Houston, St. Louis, Pittsburgh, Seattle, és Cincinnati múzeumaiban állították ki. Visszatérvén a körútról 2022 elején ismét kiemelték a kiállításról, hogy a múzeumot érintő felújítások során nehogy baja essék. A tervek szerint 2022 őszén egy új kiállítás a Destinaiton Moon (Irány a Hold) központi kiállítási darabja lesz.

### Falfirkák
2016-ban a Smithsonian Intézet egy teljeskörű 3D szkennelésnek vetették alá a Columbiát, amelynek során több, az űrhajósok által hátrahagyott feliratot, falfirkát találtak. Ezek között voltak a repülésre vonatkozók, mint például azok a számok, amelyeket Collins jegyzett a falra és valószínűleg a houstoni irányítás által bemondott koordinátátk voltak, hogy hol keresse az űrhajós az Eagle-t a holdfelszínen. Aztán voltak egymásnak szánt használati utasítás jellegű feliratok is, mint „Büdös szemét” (utalva arra, hogy a tartó tetejét, ami fölé felírták, érdemes nem felnyitni), vagy egy másik ilyen jellegű felirat az tudatta az űrutazók között, hogy „Indulás napi vizelet zacskók” vannak a tartóban. És végül volt köztük érzelmes üzenet is, amit Michael Collins rótt a falra, vélhetően az egyedül repülése órái alatt: „A legjobb hajó, ami elhagyta a gyártósort, Isten áldása legyen rajta”.

## Galéria

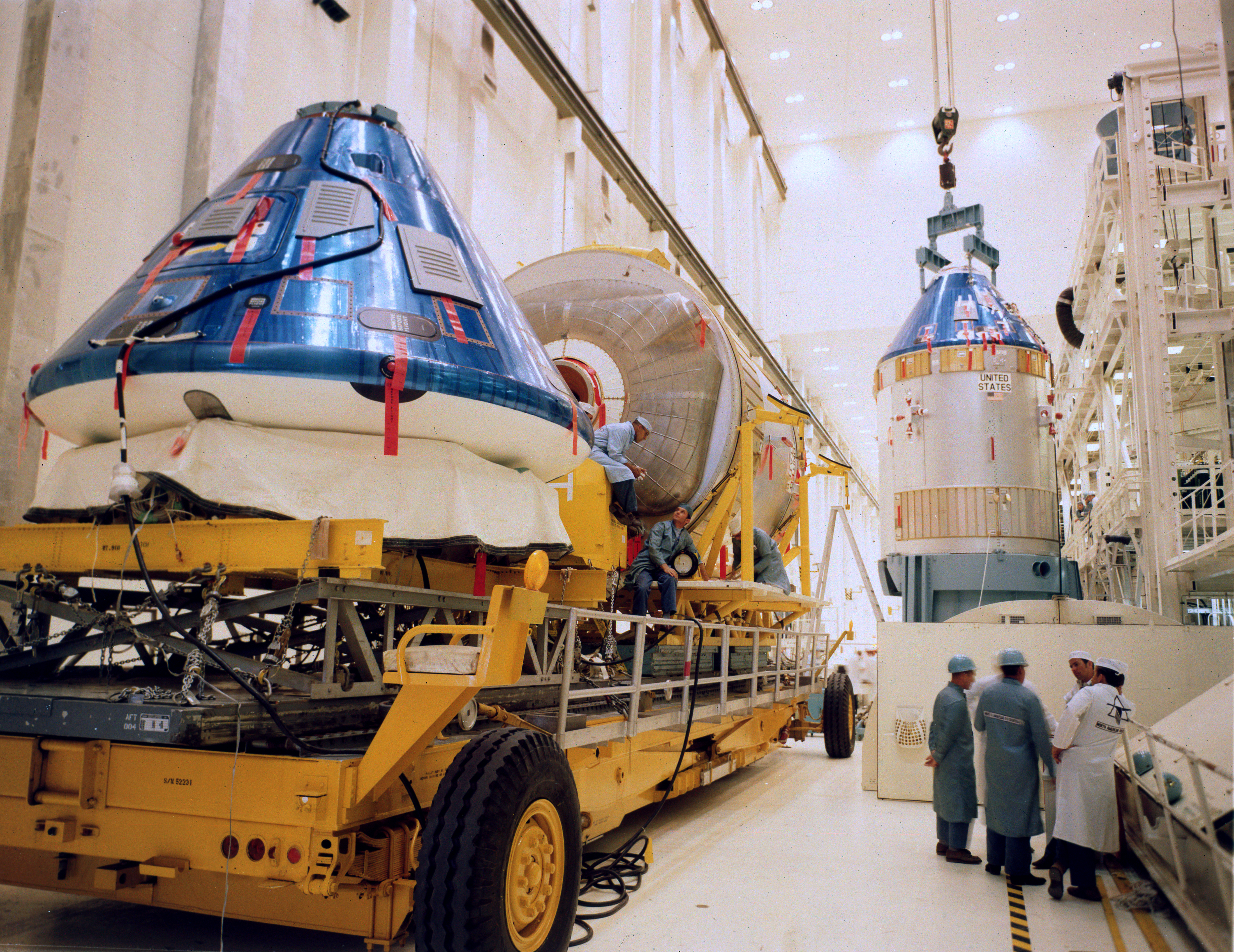
A háttérben a CSM–107-et emeli be egy daru egy szerelőkeretben a cape canaverali összeszereléskor, az előtérben pedig a következő beérkező egység, az Apollo–12-höz szánt CSM–108
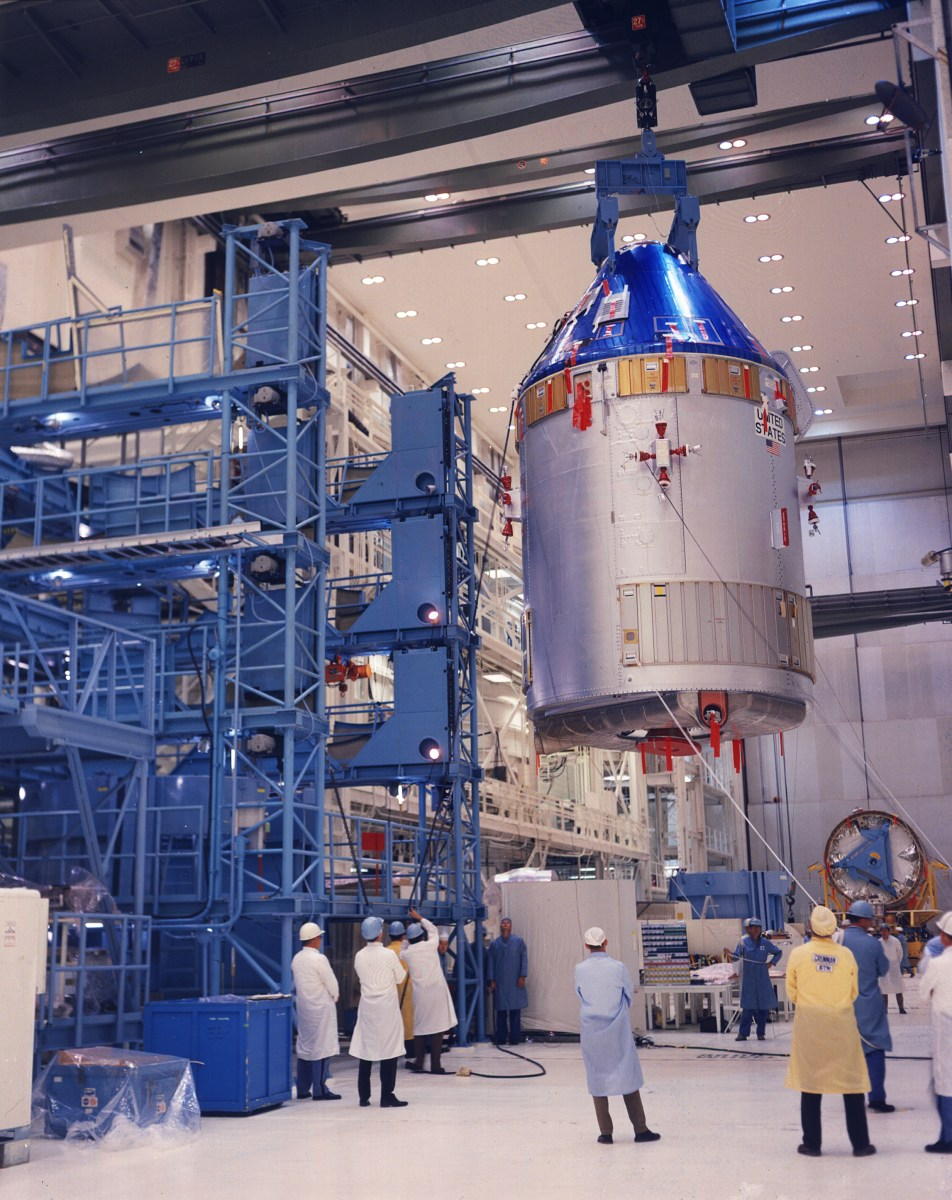
A CSM–107 - még a főhajtómű harangja nélkül – a VAB csarnokba való átszállítást megelőzően
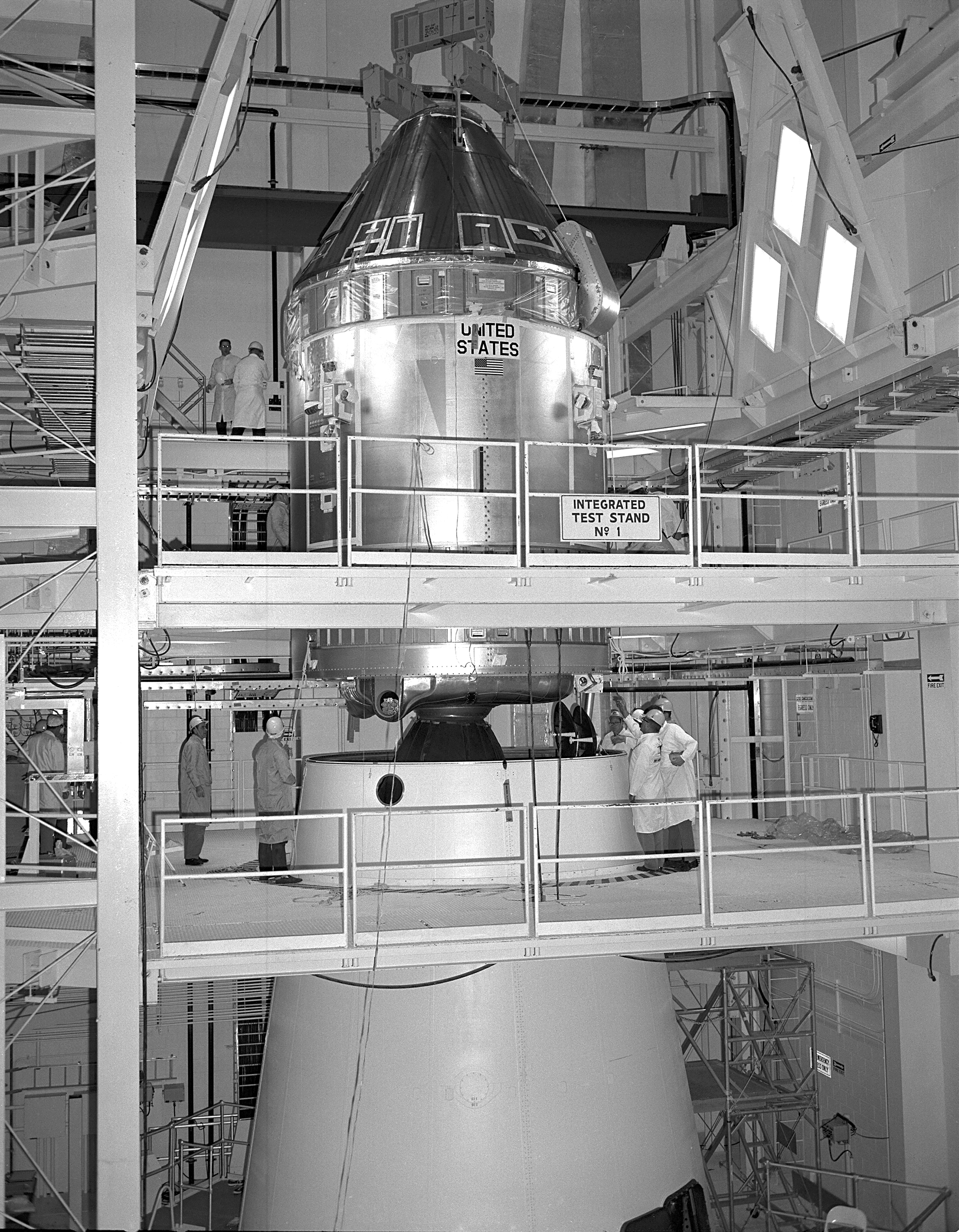
A Saturn V rakéta tetején elhelyezkedő adapterbe szerelés közben
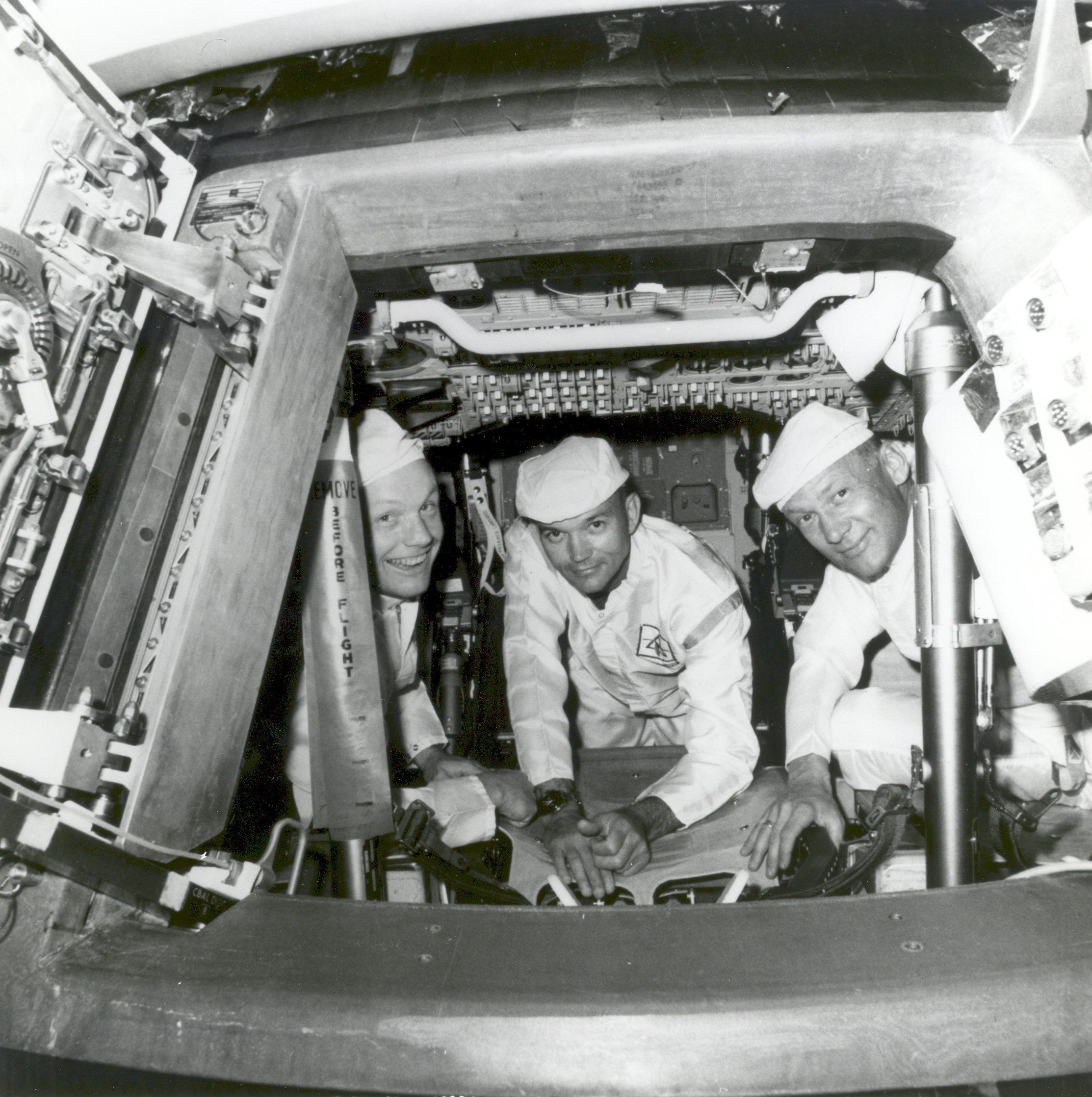
Armstrong, Aldrin és Collins a CM–107 ellenőrzését végzi
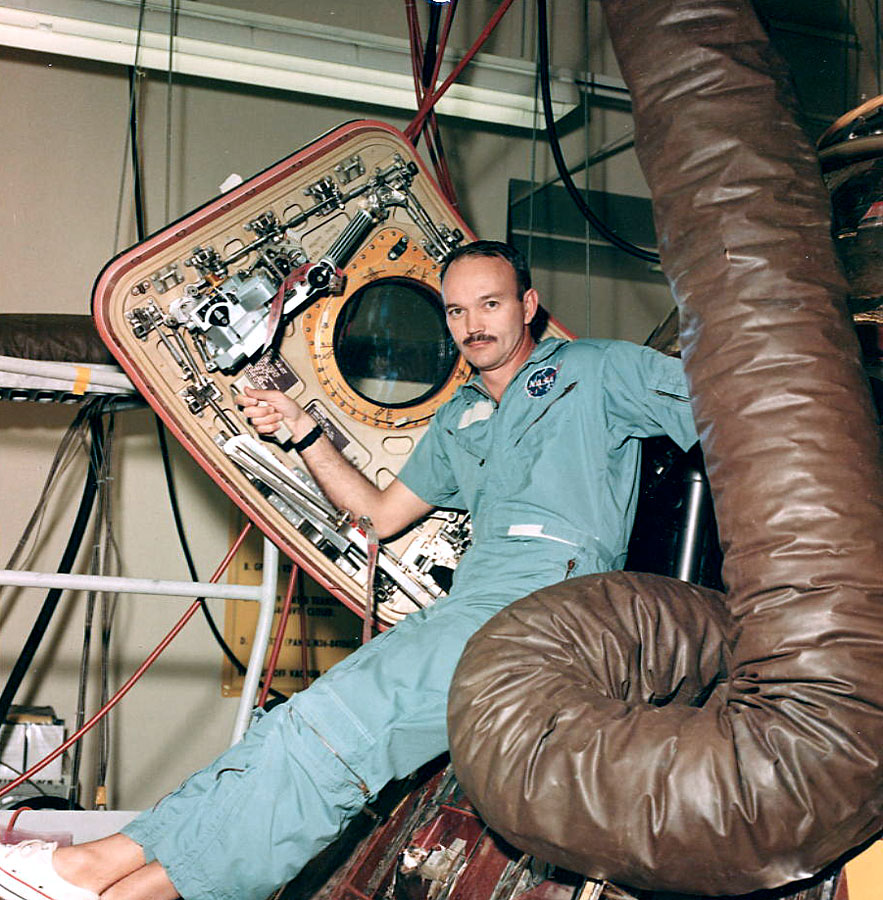
Collins a Columbia ajtajában
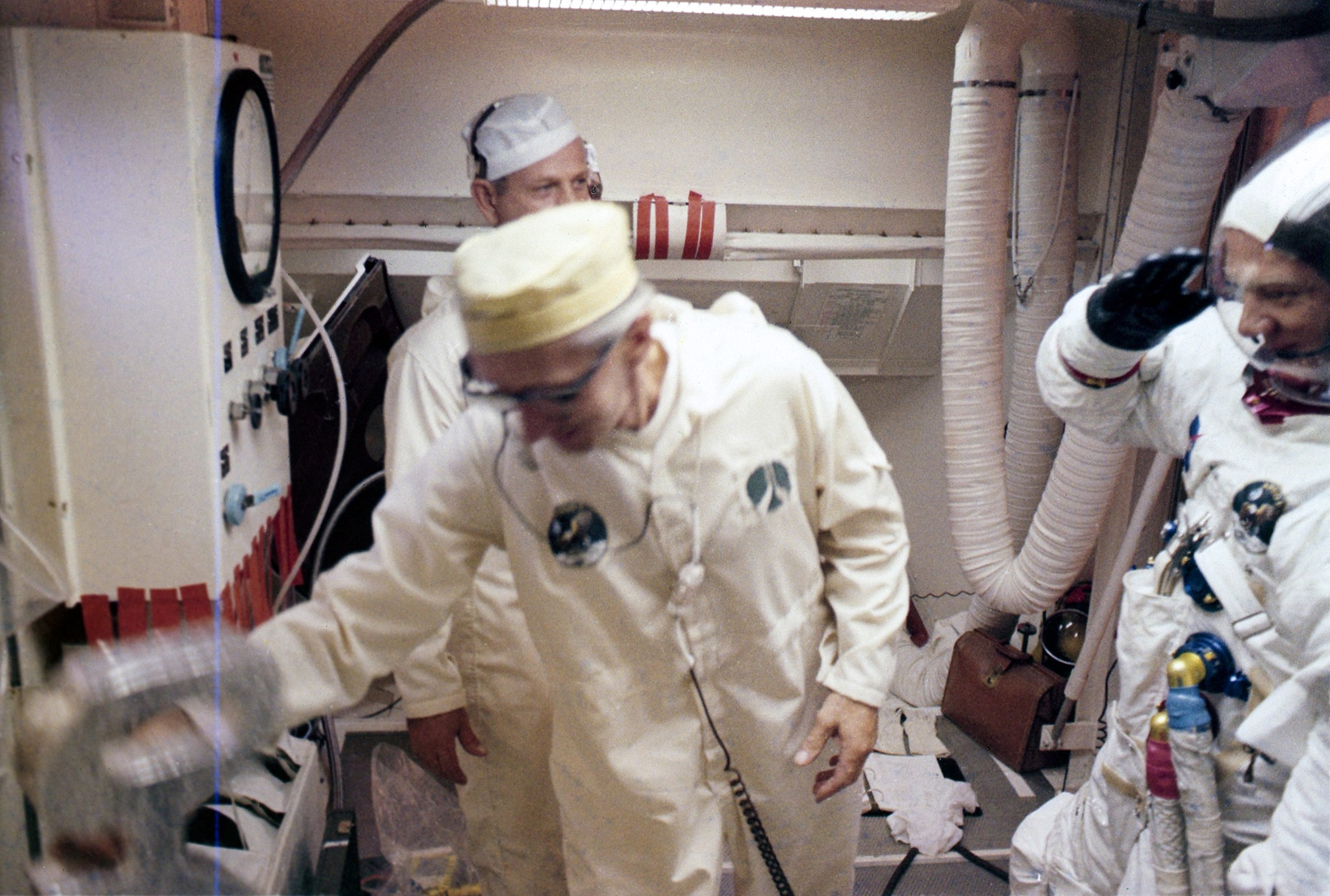
Aldrin beszáll az űrhajóba a start előtt
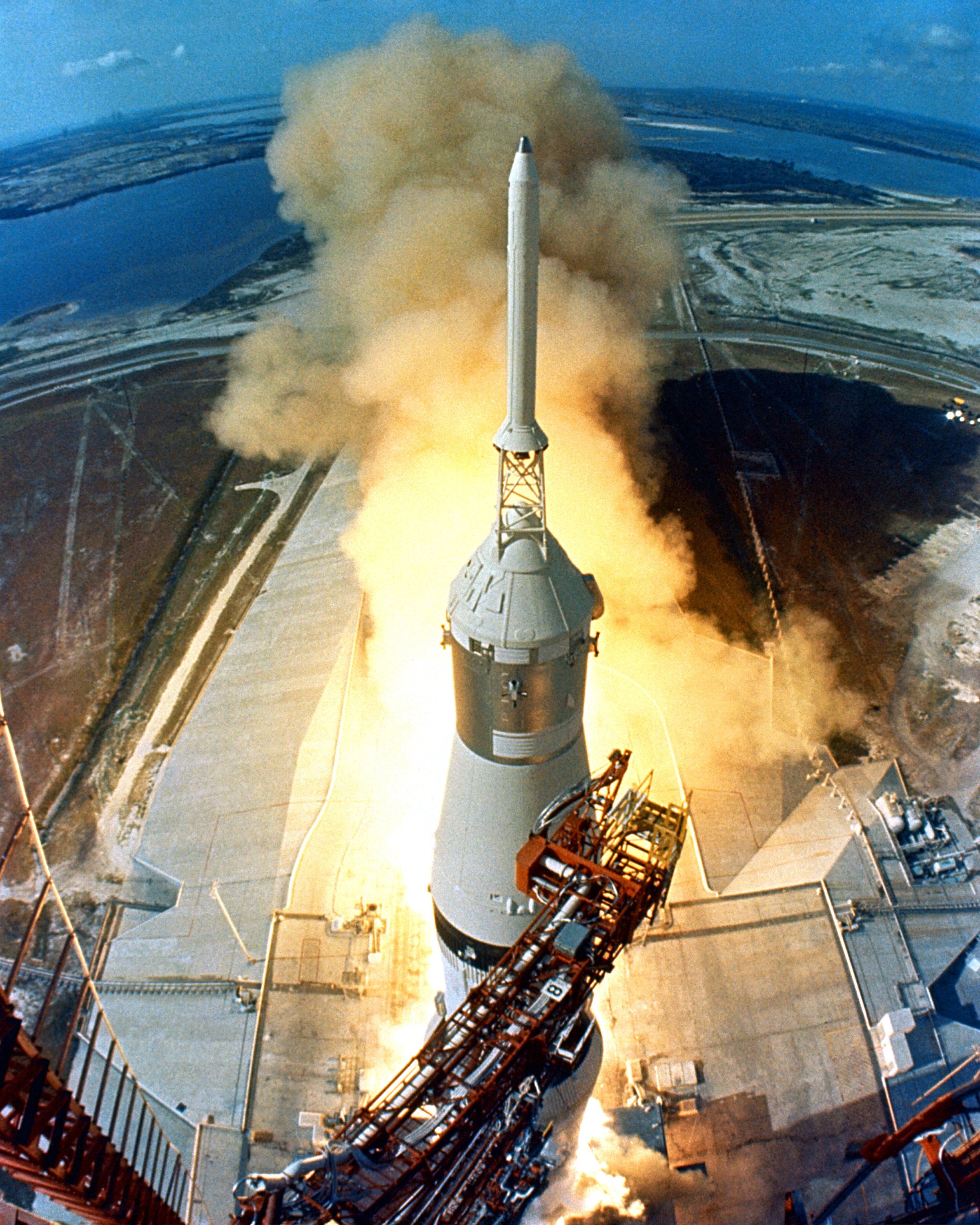
Az Apollo–11 startja, a kép központjában a rakéta csúcsán ülő CM–107
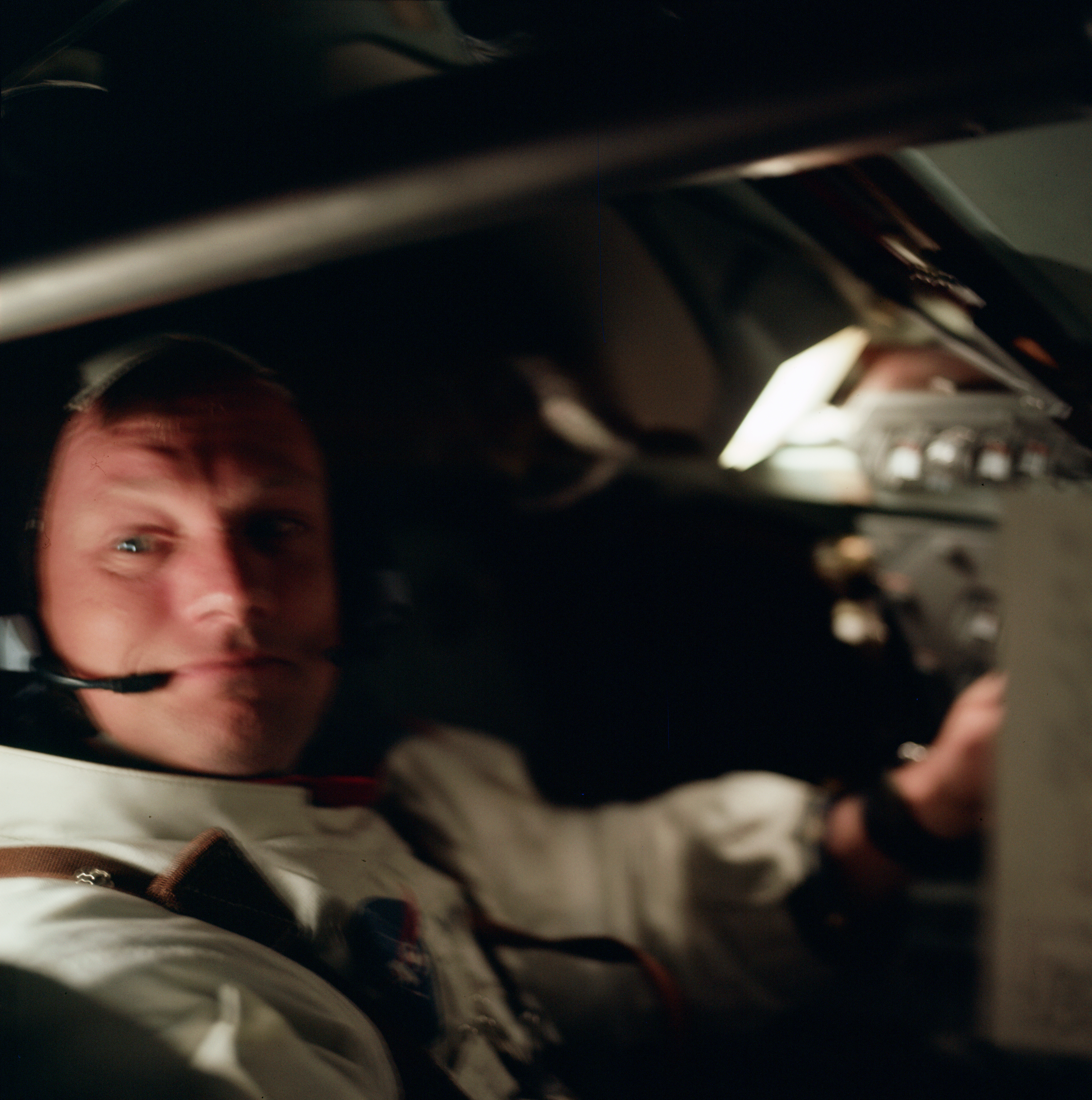
Neil Armstrong a Columbia fedélzetén, nagyjából egy órával az űrhajó startja után
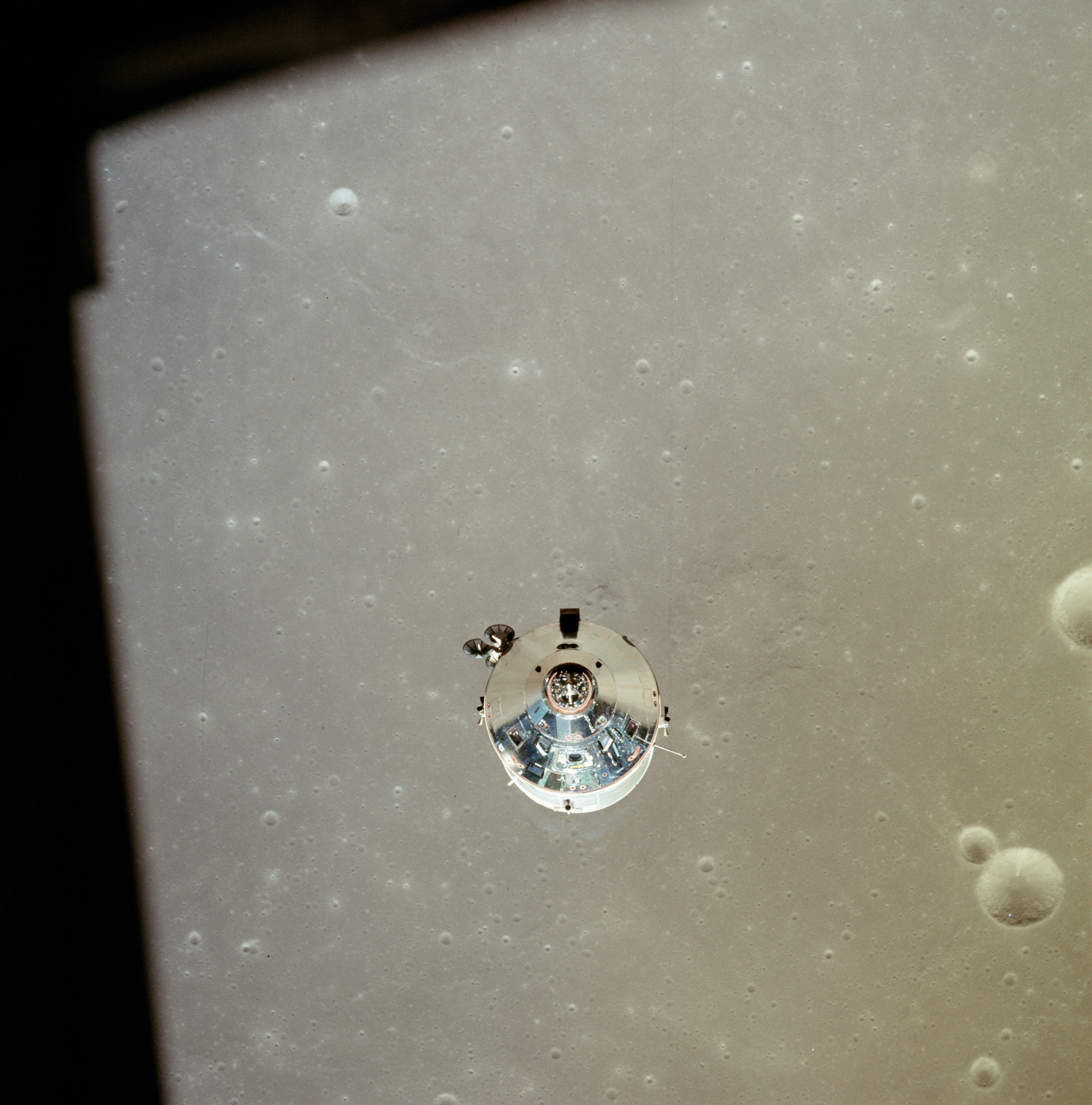
Az űrhajó a Hold felszíne felett
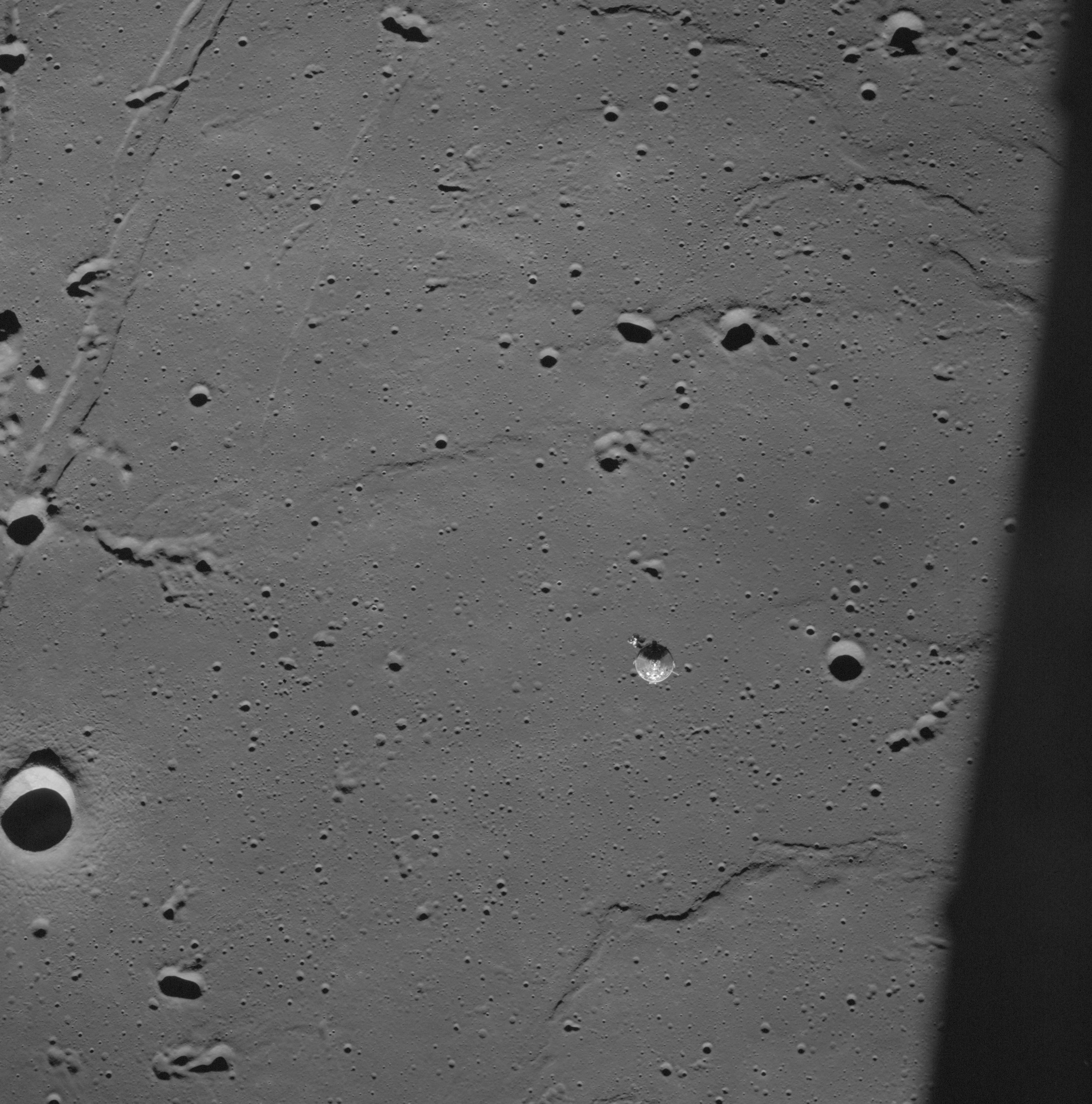
Az űrhajó éppen a holdkomp későbbi leszállási helye felett repül a Nyugalom Tengere felett
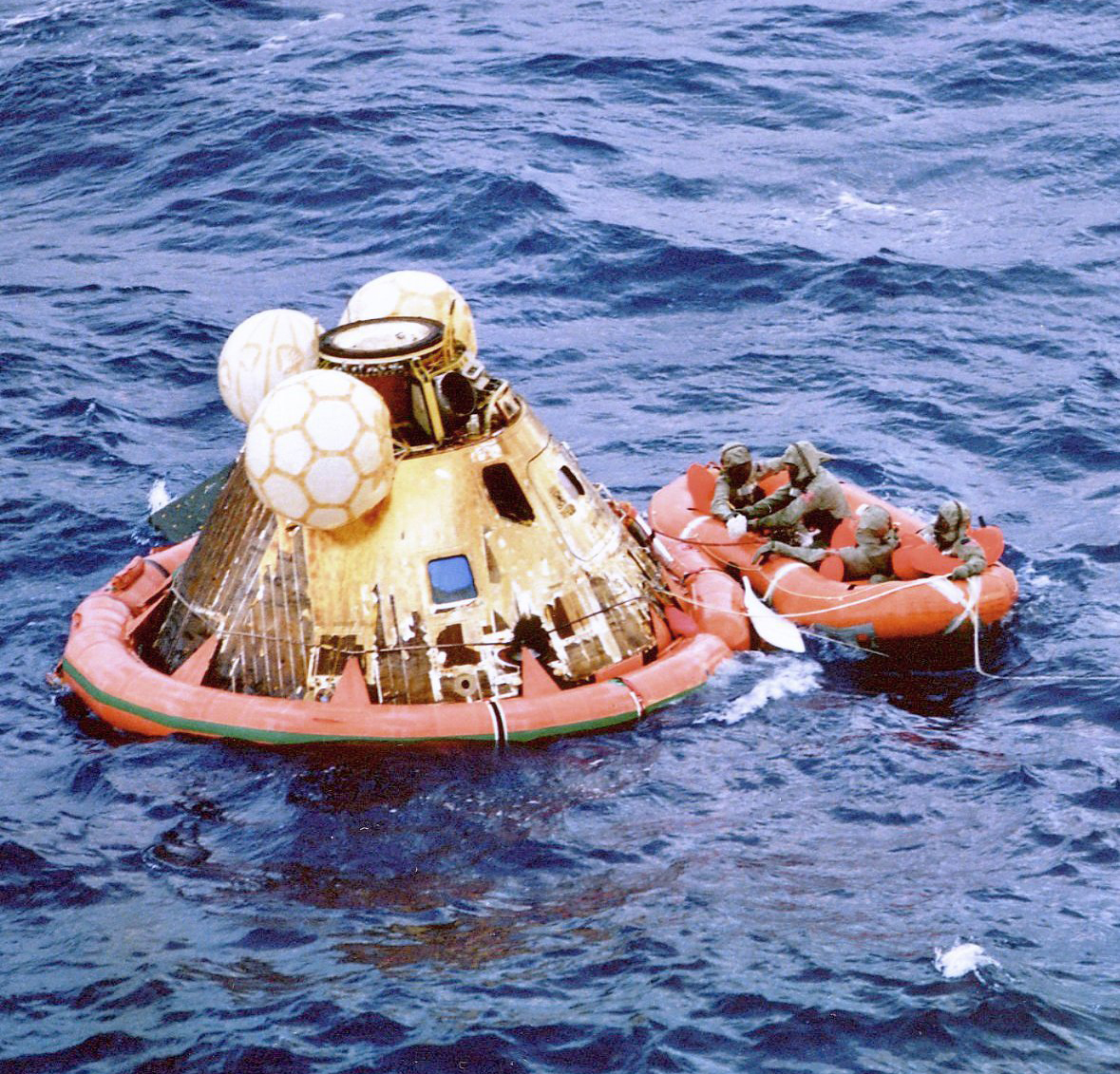
A tengerre szállt Columbia
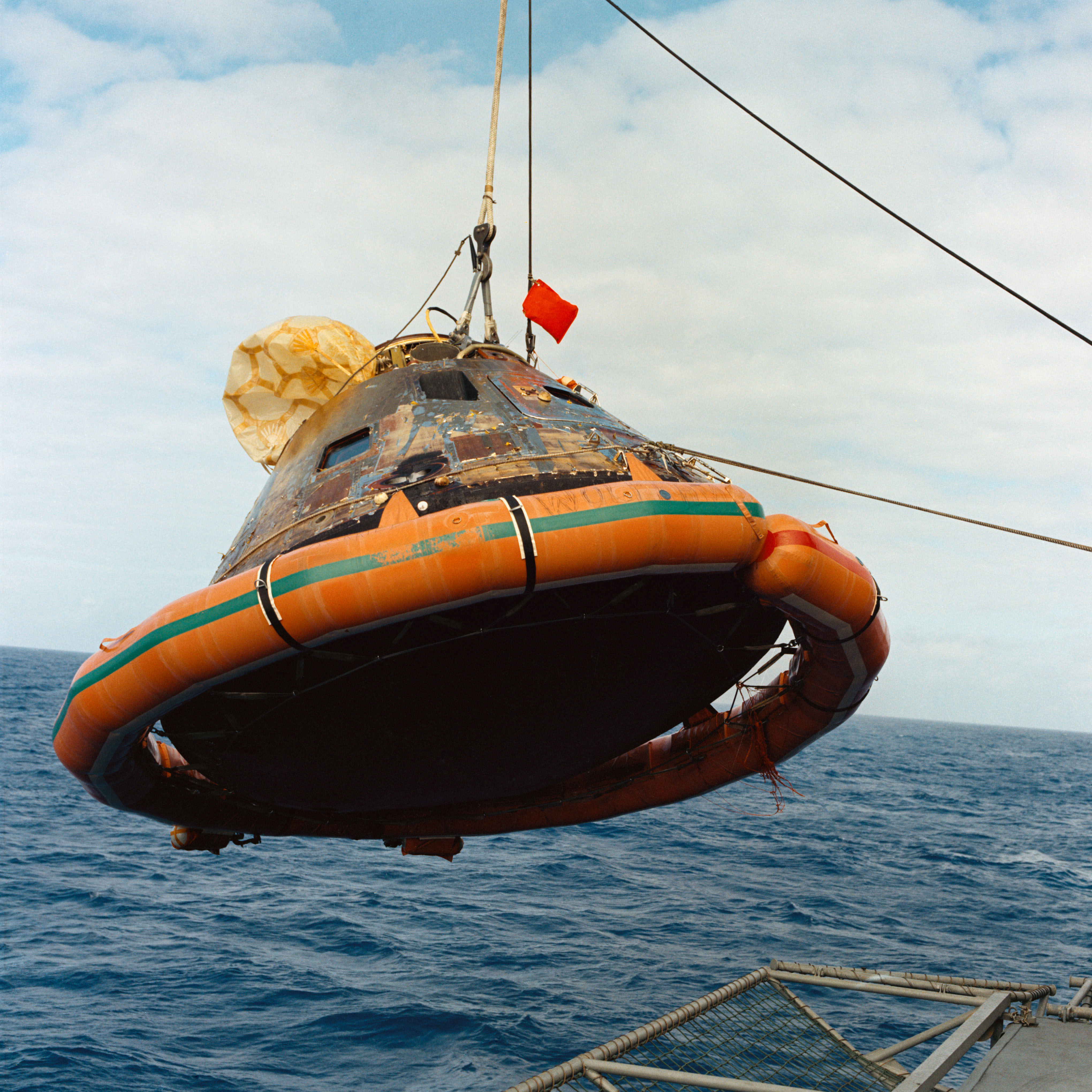
A USS Hornet anyahajó a fedélzetére emeli a Columbiát
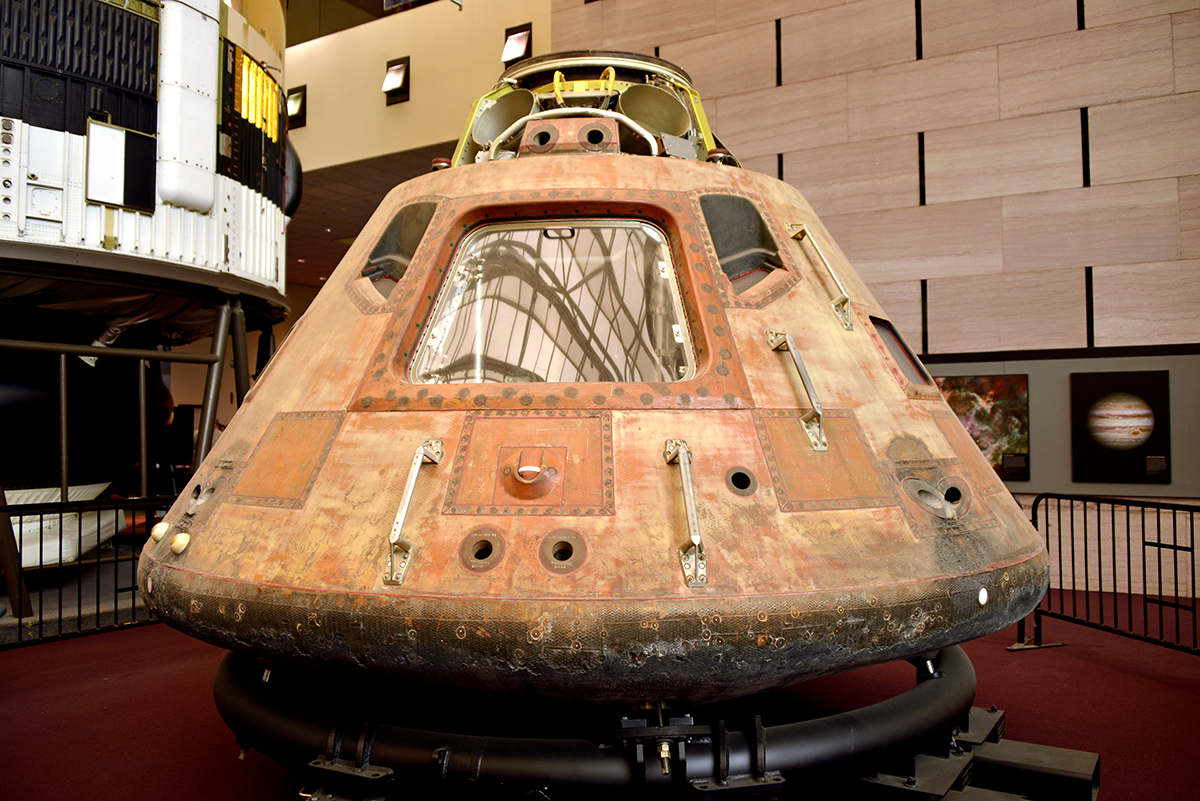
A Columbia (CM–107) a Nemzeti Repülési és Űrhajózási Múzeum Milestones in Flight kiállításán